# 法維奧·巴路士·蘇沙
F．巴路士（全名Flavio Barros Souza，1979年1月23日—），是巴西的足球運動員，他是一位高佻型的前鋒，具速度及腳法。他在1993年於巴甲著名球會華斯高開始其職業生涯。F．巴路士亦曾經在2003-04年度球季效力巴甲著名球會法林明高，他在2000-01年效力厄瓜多爾傳統勁旅「巴塞隆拿SC」，以21球成為該屆的厄瓜多爾聯賽神射手。今季，F．巴路士於2007年6月15日由球隊維拉諾瓦轉會加盟香港甲組足球聯賽球隊上屆聯賽的「三冠王」南華，但已經於2007年9月初與南華解除合約。現效力希臘足球甲級聯賽球會彼羅斯。